# Чиланзар

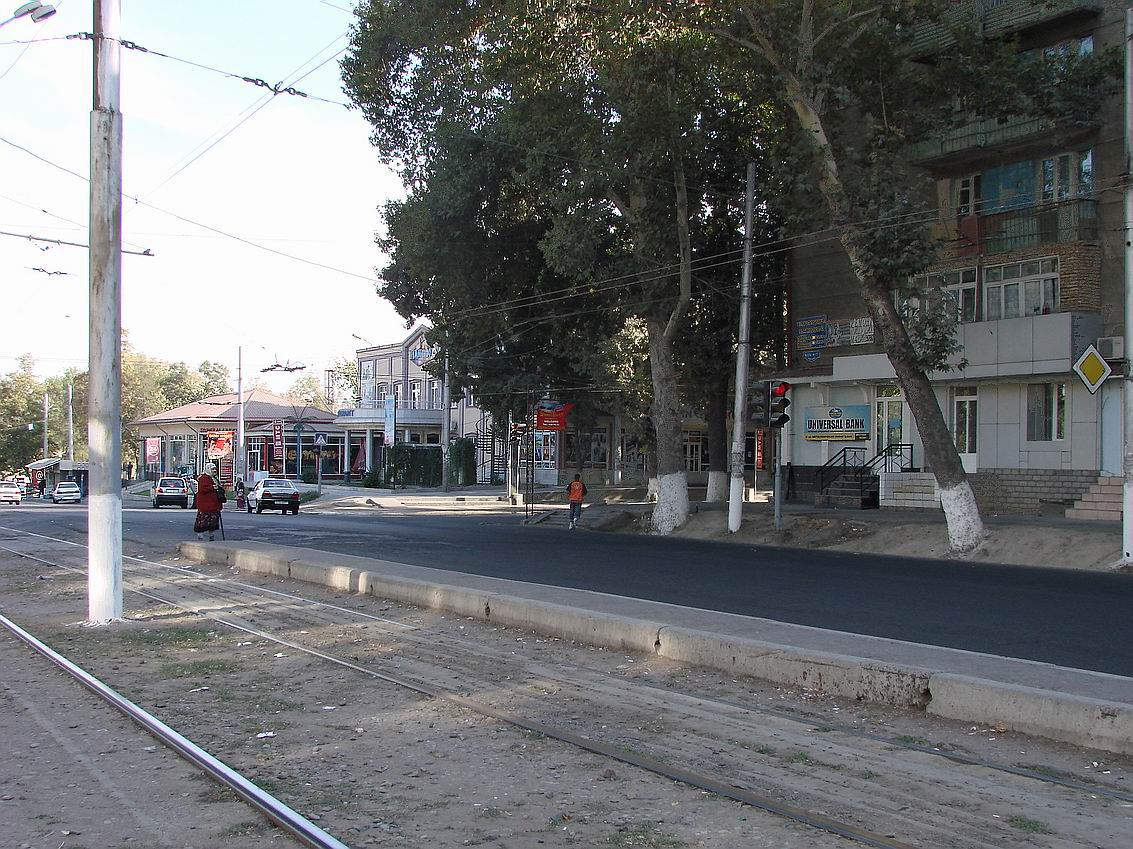
Ташкент. Фотографія 2007 року першого цегляного будинку в Ташкенті у першому кварталі масиву Чиланзар. Будинок розташований на розі вулиць Арнасай (раніше Піонерська) та Мукімі

Те саме місце у 1959 році, тобто фактично відразу після будівництва

Чиланзар / Чиланзор (узб. Chilonzor) — сучасний район столиці Узбекистану міста Ташкента в південно-західній частині міста, забудований багатоповерхівками, з яких розпочалася доба ташкентської масової забудови, у тому числі й панельними будинками. 

## Назва
Ташкентський район Чиланзар отримав офіційну назву «масив Чиланзар», хоча згодом словом «масив» у Ташкенті почали називати са́ме мікрорайони міста (наприклад, «масив Черданцева»), а «масив Чиланзар» являє собою цілий район багатомільйонного міста, і офіційно також називається «Чиланзарський район». 
Щодо етимології назви «Чиланзар» у наукових колах існують різні думки. Одна з версій пов'язує появу цієї назви з чагарниками чілона, що є лікарським різновидом дикої джиди, терпкі помаранчеві ягоди якої нагадують маленькі фініки. Уся місцевість на північний захід від середньовічного Ташкента була засаджена цією рослиною. 
Є також версія, за якою Чилонзор походить від Чинорзор, тобто гай прекрасних чинарів. Така видозміна слова могла статися при недбалому переписуванні старовинних рукописів, оскільки арабське накреслення цих слів є дуже схожим.
Також існує думка, що слово «Чиланзар» на одному з місцевих діалектів означає не тільки зарості чілона, але і взагалі «відкинуті», такі, що знаходяться за межею землі, якими й були свого часу ці заболочені пустища на північний захід від середньовічного Ташкента. 

## Історія та мікрорайони Чиланзара
Історично склалося так, що мікрорайони Чиланзара нумерувалися і не мали назв. При цьому спочатку вони серед місцевого населення, в тому числі і російськомовного, називалися не мікрорайонами, а ква́рталами (спершу взагалі секторами), з неправильним наголосом на першому складі слова.  
Перші багатоповерхівки на Чиланзарі почали будувалися на ділянці вулиці Мукімі, відразу після лазні і по вулиці Арнасай (колишня Піонерська), ріг яких визначив майбутній 1-й квартал (мікрорайон) Чиланзара. 
У 1956—58 роках 1-й квартал Чиланзара забудовувався чотириповерховими цегляними будинками з просторим плануванням квартир і високими стелями, — ці будинки нині стоять на вулиці Арнасай і на вулиці Гагаріна. У подальшому зі зростанням тенденцій до мінімізації будівництва, почали будувати п'ятиповерхівки з економним плануванням квартир і низькими стелями, які на всьому пострадянському просторі прийнято називати «хрущівками». У пресі та у просторіччі Чиланзар на початку 1960-х років у Ташкенті називали «Ташкентські Черьомушки», за аналогією з першими мікрорайонами масової забудови в Москві в середині 1950-х років. 
Таким чином, наприкінці 1950-х — на початку 1960-х років були побудовані 1-й і 2-й квартали Чиланзара.
Перші панельні будинки в Ташкенті було зведено французькими будівельниками за французькою технологією 1959 року. Ці 3 чотириповерхівки і досі стоять біля рогу вулиць Мукімі та Усмана Насиров (раніше Шота Руставелі). Далі в 3-му кварталі Чиланзара стали будувати панельні будинки силами ташкентських будівельників, але під керівництвом французьких інженерів. Ці будинки повністю відповідали французькому проекту: обігрівані підлоги, обмежуючі спеціальної конструкції вікон, балкони, що лише на невелику відстань виступали від поверхні будинку.
Після сумнозвісного рунівного Ташкентського землетрусу (1966) були побудовані 24, 25 і 26-й квартали Чиланзара. Згодом нові мікрорайони Чиланзара почали діставати власні імена, наприклад, «масив Кизил Шарк», розташований безпосередньо поруч із 20-м кварталом Чиланзара (у свою чергу розташований неподалік від станції метро «Сабір Рахімов»). 